# 국민군단국가
국민군단국가(루마니아어: Statul Național Legionar 스타툴 나치오날 레지오나르[*])는 1940년 9월 14일부터 1941년 2월 14일 공식 해체될 때까지 루마니아 왕국을 통치한 전체주의 일당제 파시즘 정권으로, 이온 안토네스쿠 장군과 파시즘 단체인 철위대가 공동 통치했다.

## 역사

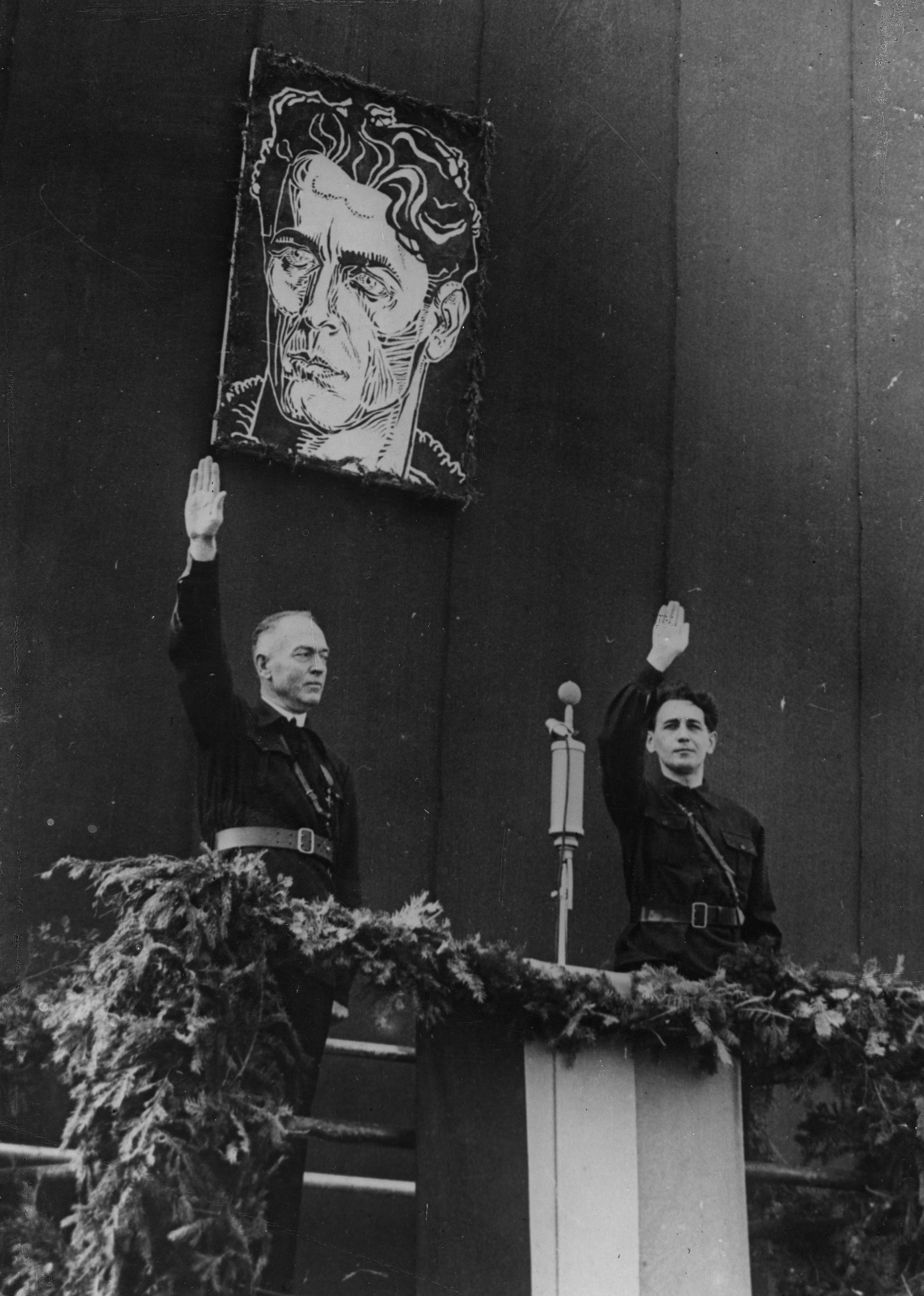
국민군단국가를 이끈 이온 안토네스쿠(왼쪽)와 호리아 시마(오른쪽).

철위대는 1938년 초 일시적으로 지도자인 코르넬리우 젤레아 코드레아누가 옥타비안 고가 총리와의 협의로 정부와 동맹을 맺었으나 카롤 2세 국왕의 반대로 무산된 적이 있다. 그러나 1940년 6월 28일 철위대의 지도자 호리아 시마가 교육부 차관보로 다시 정부에 들어왔고 동년 7월에는 내각에 철위대 소속 인물 3명이 장관으로 임명되었다. 이 시기 소련의 베사라비아·북부코비나 점령과 추축국의 압력에 의한 불가리아와 헝가리에 대한 영토 할양 등으로 카롤 2세에 대한 대중의 감정은 폭발 직전이었고, 이에 9월 5일 카롤 2세는 민심을 달래기 위해 이온 안토네스쿠를 총리로 임명했다. 예상 이상으로 강경하게 나온 안토네스쿠의 요구에 따라 카롤 2세는 전권을 그에게 위임하고 미하이 1세에게 양위 후 물러났으며, 다음날 안토네스쿠는 스스로를 새로운 국가의 총통(Conducător)으로 선포했다. 곧 안토네스쿠는 9월 14일 철위대와 협의하여 이를 유일 집권 정당으로 한 전체주의 국가 "국민군단국가"의 성립을 선포하였다. 이온 안토네스쿠는 철위대의 명예 지도자, 호리아 시마는 루마니아 부총리가 되었다. 1940년 10월 독일군이 유전 보호를 명목으로 루마니아에 진입했고 루마니아는 1940년 11월 23일에 삼국 동맹 조약에 서명하면서 추축국 진영에 가담했다.
그러나 권력 공유와 노선 차이로 철위대와 안토네스쿠의 알력은 점점 커져갔다. 국민군단국가는 독일의 뉘른베르크법과 유사한 반유대주의 법령들을 실시했으나 안토네스쿠는 국가의 통제를 벗어난 철위대의 준군사조직 활동과 유대인에 대한 사적 제재를 불쾌하게 여겼다. 한편 호리아 시마는 여전히 정치적 다양성이 허용되는 것에 불만을 표하고 경제를 중앙집권화할 것을 요구하는 편지를 보냈으나 안토네스쿠에 의해 거부되었다. 1940년 11월 철위대가 독단적으로 전 카롤 정부의 고위 관계자와 공무원 64명을 처형한 질라바 학살로 관계 악화는 정점에 달했으나 이는 양측의 양보로 일단 무마되었다. 철위대의 독자적 활동에 의한 정치 혼란이 가중되자 독일의 나치 정부 내에서는 철위대의 시마를 지지하는 이들과 안토네스쿠 세력을 지지하는 이들 간에 의견 충돌이 일어났는데, 힘러, 괴벨스 등은 철위대를 지지하고 리벤토르프 등은 안토네스쿠를 지지하였다.
1941년 1월 아돌프 히틀러가 안토네스쿠와 시마를 회담에 초대했을 때 시마는 이를 위협적으로 받아들이고 안토네스쿠만이 초대에 응하였으며, 1월 14일 열린 독일-루마니아 정상회담에서 히틀러는 소련 침공 계획과 함께 루마니아의 참전을 요청하였고 안토네스쿠가 이에 합의하였다. 이렇게 히틀러의 지원을 얻은 안토네스쿠는 1월 19일 불법 행위를 저지른 철위대원들을 체포하고 주요 직책들을 자신에게 충성스러운 인원으로 교체하기 시작하였는데, 이에 반발한 철위대는 1월 20일 부쿠레슈티 경찰서장 교체에 대하여 호리아 시마의 지시에 따라 항명한 것을 시작으로 철위대 반란을 일으키기 시작했다. 이들은 무장하여 부쿠레슈티를 장악하고 이와 병행하여 유대인 거주 지역에 대한 포그롬을 진행하였으나 1월 23일까지 이온 안토네스쿠가 이끄는 루마니아 정부군에 의해 진압되었다. 이후 철위대는 해체되었고 호리아 시마를 포함한 많은 구성원들이 도주하거나 체포되어 약 9천 명이 징역형을 선고받았다. 1941년 2월 14일에 안토네스쿠가 루마니아의 군부 독재 체제를 수립하면서 국민군단국가는 소멸하였다.

## 같이 보기
- 이온 안토네스쿠
- 호리아 시마
- 철위대
- 제2차 세계 대전 기간의 루마니아